# Monty Hall
Pour les articles homonymes, voir Hall et Halprin.
Maurice Halprin, dit Monty Hall (né le 25 août 1921 à Winnipeg au Manitoba et mort le 30 septembre 2017 à Beverly Hills en Californie) est un acteur, un chanteur et un journaliste sportif canadien, mais il était surtout connu pour avoir présenté des jeux télévisés aux États-Unis.
Il fut le présentateur vedette du jeu télévisé Let's Make a Deal de 1963 à 1986, puis pour une courte période en 1990.
Hall est récipiendaire de l'Ordre du Canada et de l'Ordre du Manitoba.

## Biographie
Monty Hall a obtenu un diplôme de sciences (titre de Bachelor of Science) en biologie et zoologie à l'Université du Manitoba en 1945, alors qu'il préparait son entrée en études de médecine, un projet qu'il laisse de côté pour commencer une carrière dans le milieu de la radio. D'abord animateur dans une station de Winnipeg, il déménage à Toronto, où il anime des émission pour la station CHUM et fonde sa propre compagnie de production. À la télévision de CBC, il anime l'émission Matinee Party jusqu'en 1954.
À partir de 1955, année où il se rend à New York pour réussir une carrière dans la télévision, il a présenté, créé ou produit plusieurs émissions : il est, entre autres, présentateur de Video Village sur CBS en 1960, producteur de Your First Impression pour NBC et de Split Second pour ABC. Il a fait de nombreuses apparitions de vedette invitée à la télévision (The Odd Couple, Love American Style, The Flip Wilson Show, The Dean Martin Show et The Nanny) et, pendant l'été 1978, il parcourt les routes des États-Unis avec la comédie musicale High Button Shoes.
Il doit surtout sa célébrité à un jeu télévisé, Let's Make a Deal, créé en 1963 en compagnie de l'auteur/producteur Stefan Hatos. Il présente ce jeu populaire pendant de nombreuses années sur plusieurs grands réseaux de télévision américains.
Le 24 août 1973, une étoile sur le Walk of Fame d'Hollywood lui est consacrée. En mai 1988, il devient membre de l'Ordre du Canada « pour son travail humanitaire au Canada et dans les autres nations du monde ».

### Vie privée
Monty Hall a été marié pendant plusieurs années à Marilyn Doreen Plottel (17 mai 1927 – 5 juin 2017), une productrice et auteur de la télévision américaine, et il avait trois enfants : Joanna Gleason, actrice, Richard, producteur à la télévision et Sharon, réalisatrice et auteur à la télévision.

## Expressions dérivées
Un paradoxe mathématique porte son nom, le problème de Monty Hall. L'énoncé de ce problème est directement inspiré du concept de Let's Make a Deal qu'il a présenté pendant de nombreuses années, ou plus précisément de la phase finale de ce jeu, nommée The Big Deal of The Day. Le nom du problème qui fait directement référence au présentateur a été donné la première fois par Steve Selvin lorsqu'il a décrit ce paradoxe dans une lettre publiée dans l'American Statistician en août 1975.
Dans le domaine des jeux de rôle, le terme « Monty Hall » désigne un scénario caricatural que l'on appelle en français « porte-monstre-trésor ». Dans ce domaine, le jeu MountyHall a été créé en référence à Monty Hall.